# 石川雅一
石川 雅一（いしかわ まさかず）は、日本の男性アニメーター、キャラクターデザイナー。株式会社ディオメディア取締役。千葉県出身。

## 来歴
高校を卒業後、アニメーション関連の専門学校を経てアニメ業界入り。オープロダクションにて、アニメーターとしての第一歩を踏み出した。
オープロ退社後は一時オフィス蒼に籍を置いたが、以後2005年まで、フリーランスの立場でアニメーションの作画作業に携わった。
現在はアニメ制作会社のディオメディアに所属し、同社の取締役を務める傍らでアニメーターやキャラクターデザイナーとしても活躍中である。

## 主な参加作品
1993年
- SLAM DUNK（動画）

1998年
- 花さか天使テンテンくん（原画）

1999年
- アークザラッド（原画）
- MARCO 母をたずねて三千里（動画）
- ツインビーPARADISE（原画）

2001年
- タッチ CROSS ROAD〜風のゆくえ〜（原画）
- 学園戦記ムリョウ（原画）
- ノワール（原画）

2002年
- ちょびっツ（原画）
- OVERMANキングゲイナー（原画）

2003年
- THE ビッグオー second season（原画）

2004年
- 学園アリス（作画監督）

2005年
- ピーチガール（作画監督）

2006年
- エア・ギア（作画監督）
- ちょこッとSister（作画監督）
- 大魔法峠（原画）

2007年
- こどものじかん（キャラクターデザイン・総作画監督・作画監督）
- 河童のクゥと夏休み（原画）

2008年
- 乃木坂春香の秘密（総作画監督・プロップデザイン・作画監督）

2009年
- 乃木坂春香の秘密 ぴゅあれっつぁ♪（総作画監督）

2010年
- 迷い猫オーバーラン!（作画監督）
- 侵略!イカ娘（キャラクターデザイン・総作画監督・作画監督）

2011年
- アスタロッテのおもちゃ!（作画監督）
- 侵略!?イカ娘（キャラクターデザイン・総作画監督・作画監督）

2012年
- カンピオーネ! 〜まつろわぬ神々と神殺しの魔王〜（キャラクターデザイン・総作画監督）

2013年
- 問題児たちが異世界から来るそうですよ?（キーアニメーター・作画監督）
- ぎんぎつね（総作画監督補佐・作画監督・作画監督補佐）

2015年
- 聖剣使いの禁呪詠唱（キャラクターデザイン）
- 美男高校地球防衛部LOVE!（キャラクターデザイン・総作画監督）
- 空戦魔導士候補生の教官（総作画監督・作画監督）

2016年
- 迷家-マヨイガ-（総作画監督）
- ガーリッシュナンバー（デザインワークス・作画監督）

2017年
- 風夏（総作画監督）
- アホガール（キャラクターデザイン・総作画監督）

2018年
- BEATLESS（作画監督）

2019年
- ドメスティックな彼女（作画監督）
- あひるの空（2019年 - 2020年、キーアニメーター・総作画監督・作画監督）

2021年
- 聖女の魔力は万能です（キャラクターデザイン・総作画監督・作画監督）

2023年
- 鴨乃橋ロンの禁断推理（キャラクターデザイン）
- 聖女の魔力は万能です（Season2、キャラクターデザイン）